# S.A.D. Hielo Majadahonda
S.A.D. Hielo Majadahonda je hokejový klub z Majadahondy v Madridském společenství, který hraje Španělskou hokejovou ligu. Klub byl založen roku 1992. Domovským stadionem je Palacio del Hielo de Majadahonda s kapacitou 865 lidí.

## Vítězství
- Španělská liga ledního hokeje – 1997/1998